# Cantonul Ars-en-Ré
Cantonul Ars-en-Ré este un canton din arondismentul La Rochelle, departamentul Charente-Maritime, regiunea Poitou-Charentes, Franța.

## Comune
| Comune                     | Populație (1999) | Cod poștal | Cod INSEE |
| -------------------------- | ---------------- | ---------- | --------- |
| Ars-en-Ré                  | 1 312            | 17590      | 17019     |
| La Couarde-sur-Mer         | 1 231            | 17670      | 17121     |
| Loix                       | 703              | 17111      | 17207     |
| Les Portes-en-Ré           | 647              | 17880      | 17286     |
| Saint-Clément-des-Baleines | 726              | 17590      | 17318     |